# 別府市野口原総合運動場陸上競技場
別府市野口原総合運動場陸上競技場（べっぷし のぐちばるそうごううんどうじょう りくじょうきょうぎじょう）は、大分県別府市の野口原総合運動場内の陸上競技場。球技場としても使用される。

## 歴史
1980年竣工。日本陸上競技連盟の第3種公認を受けているが、以前トラックは全天候型舗装ではなくアンツーカーだった。また、1994年から1998年にはクラブ創設当初の大分FCトリニティ（現大分トリニータ）が公式戦ホームゲームを開催していた。これは大分県社会人サッカーリーグから九州サッカーリーグ、ジャパンフットボールリーグ（旧JFL）に至るまで続けられた。スタンドが狭隘で収容人員が3,000人と少ないことから、現在トリニータは公式戦では使用していないものの、トップチームの練習場や下部組織（サテライト）の試合などに使用している。
なおJ1・名古屋グランパスは2011年より別府市で春季キャンプを行なっているが、会場は野口原陸上競技場ではなく実相寺サッカー競技場である。

## 施設概要
- 日本陸上競技連盟第3種公認
- スタンドはメインスタンドのみ。屋根つきの3,000人収容
- トラック：400m×8レーン
- 周辺施設：軟式野球場、ソフトボール球場